# Scapheremaeus morenoi
Scapheremaeus morenoi är en kvalsterart som först beskrevs av Balogh och Sandór Mahunka 1974.  Scapheremaeus morenoi ingår i släktet Scapheremaeus och familjen Cymbaeremaeidae. Inga underarter finns listade i Catalogue of Life.